# ピーテル・アールツェン
ピーテル・アールツェン（Pieter Aertsen 、1508年ごろ - 1575年6月2日）は、オランダの画家である。風俗画や静物画を描いた。

## 略歴
アムステルダムで生まれ、アールトヘン・クラースゾーン・ファン・ライデン(Aertgen Claesz. van Leyden:c.1498-c.1564) の弟子であったと伝えられている。長身であったことから「Lange Pier」や「Pietro il Lungo」という仇名で呼ばれた。18歳でアントウェルペンに移り 、1535年にアントウェルペンの聖ルカ組合(Sint-Lucasgilde)に登録され、1542年にアントウェルペンの市民(burgerschap)になった。アントウェルペンで結婚して2人の息子が生まれた。妻の甥、ヨアヒム・ブーケラール(Joachim Beuckelaer: 1534-1574)はアールツェンの後継者となりよく知られた画家となった。
1556年から1557年の間、アムステルダムの旧教会(Oude Kerk)のために装飾画を描く仕事でアムステルダムに戻り、1563年に再びアムステルダム市民となり、1573年にアムステルダムで没した。
市場の情景など風俗画を多く描き、宗教画に風俗画のような情景を描いたりした試みで知られる。また静物画というジャンルの開拓者の一人とされる。

## 作品

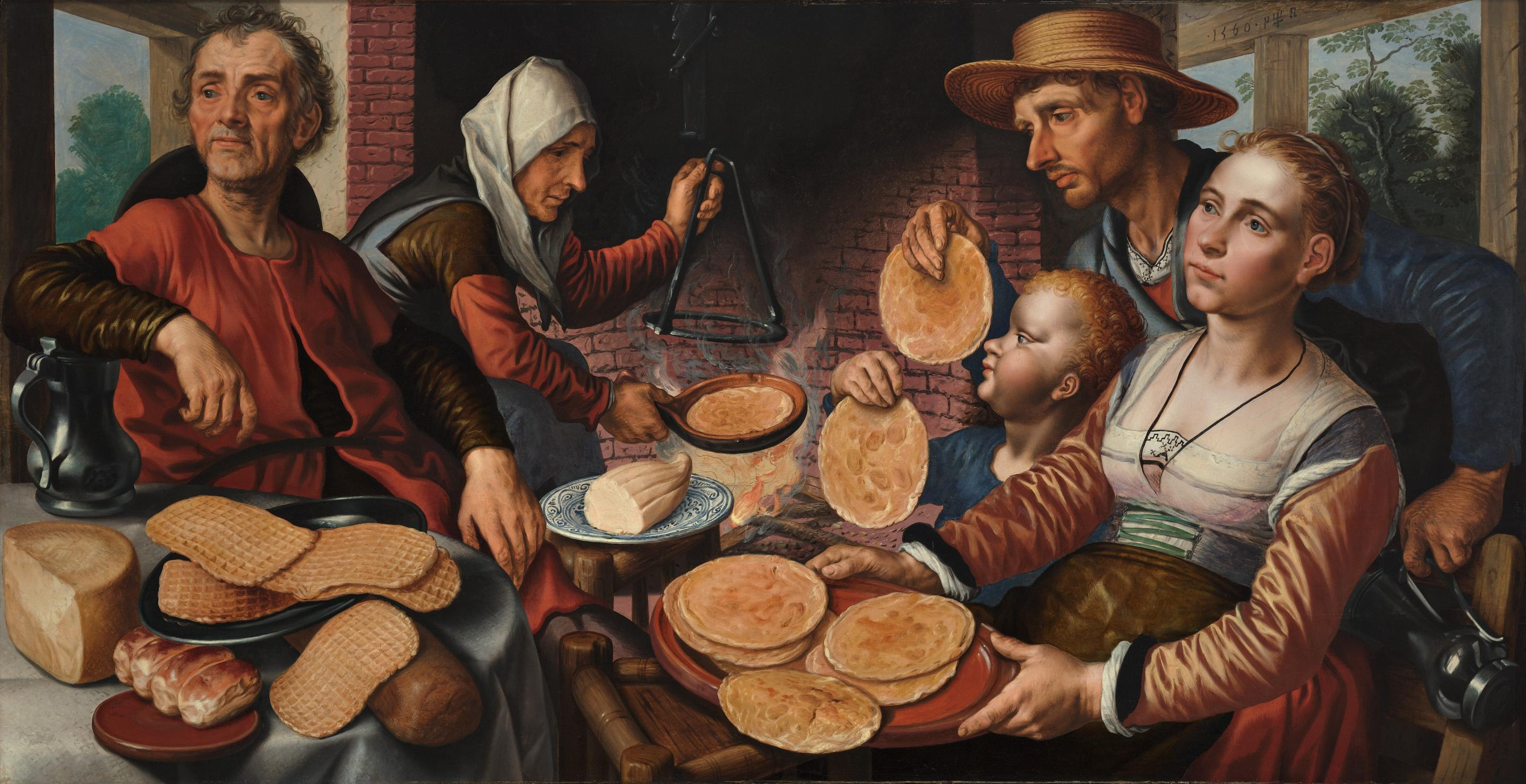
パンケーキ屋
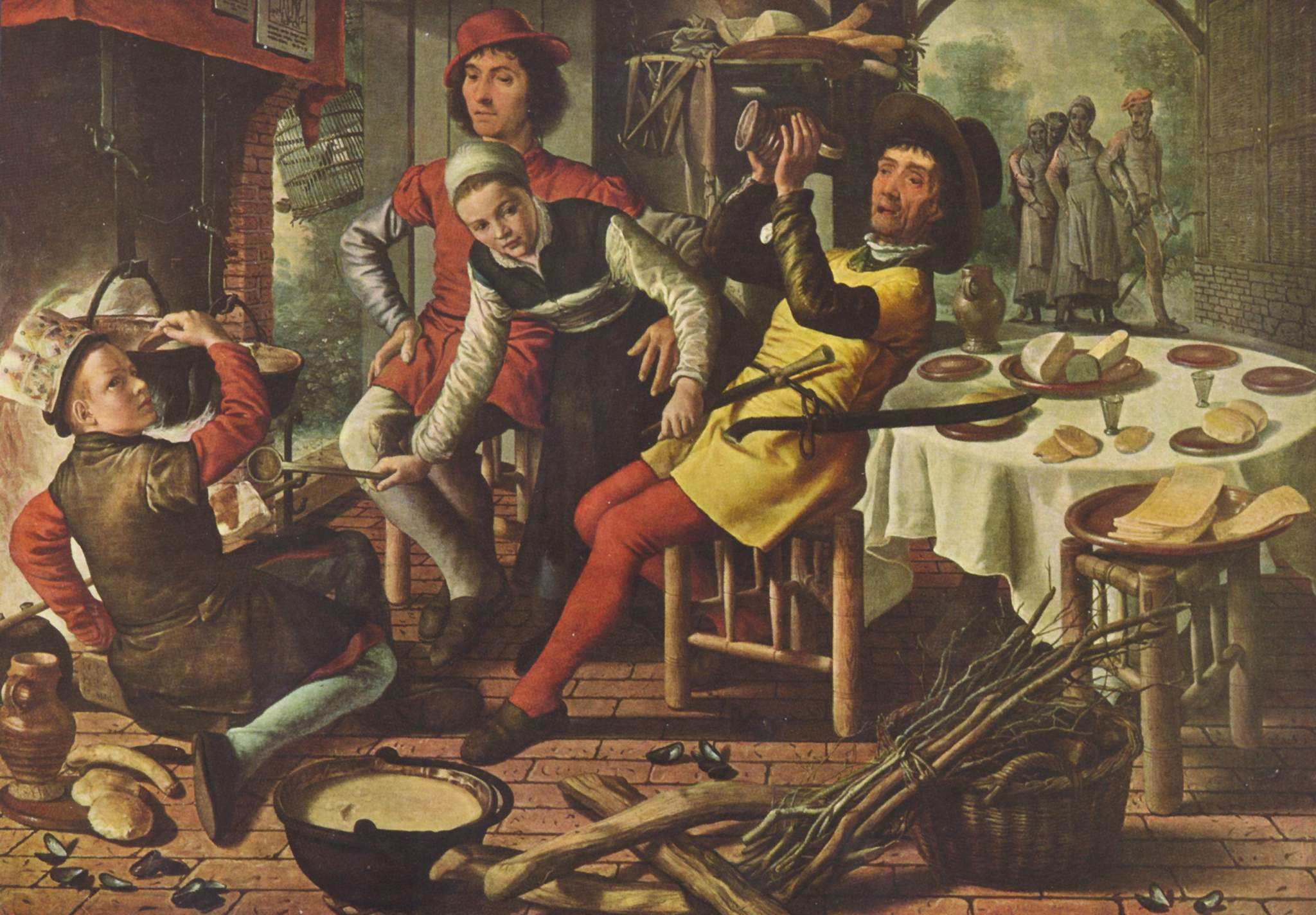
田舎の室内画
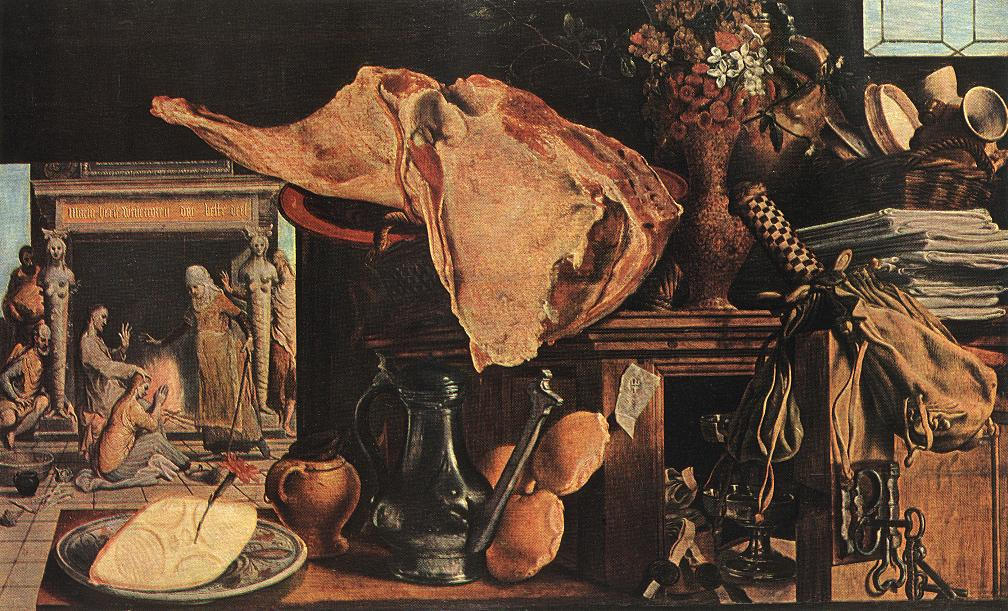
静物画

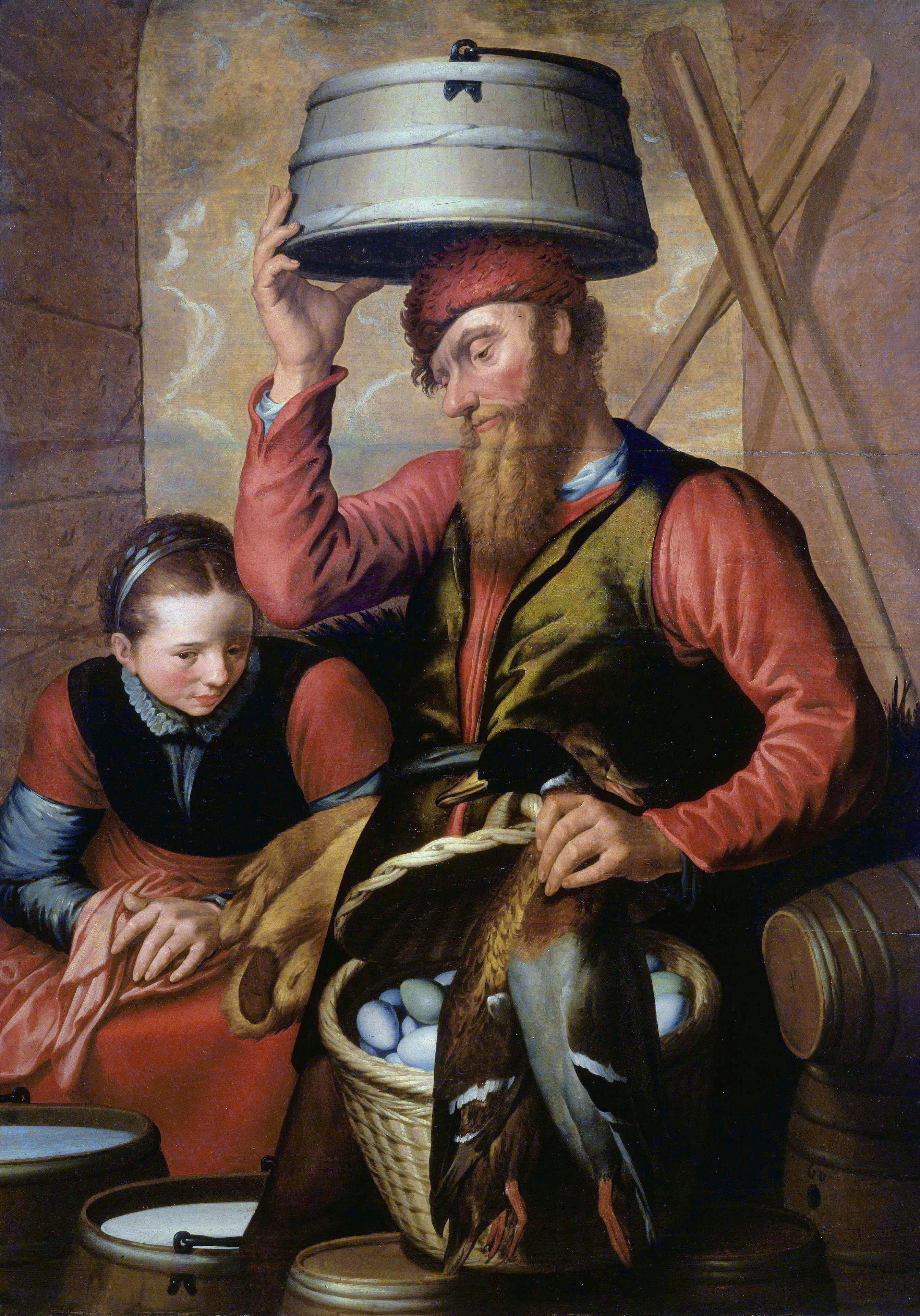
猟の獲物の売り手(1561)
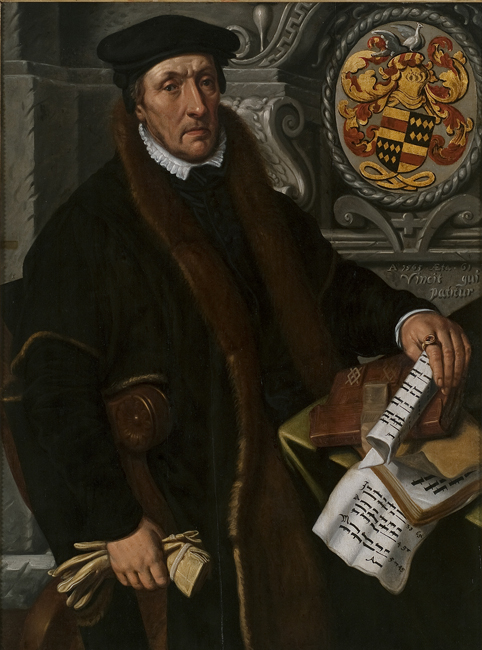
肖像画
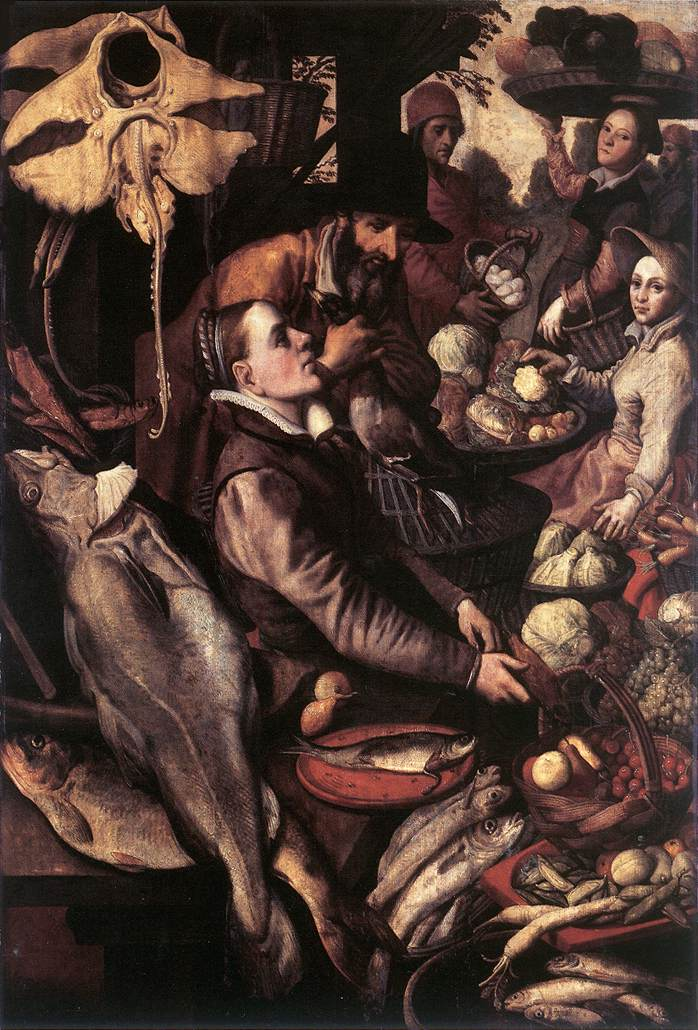
市場の風景
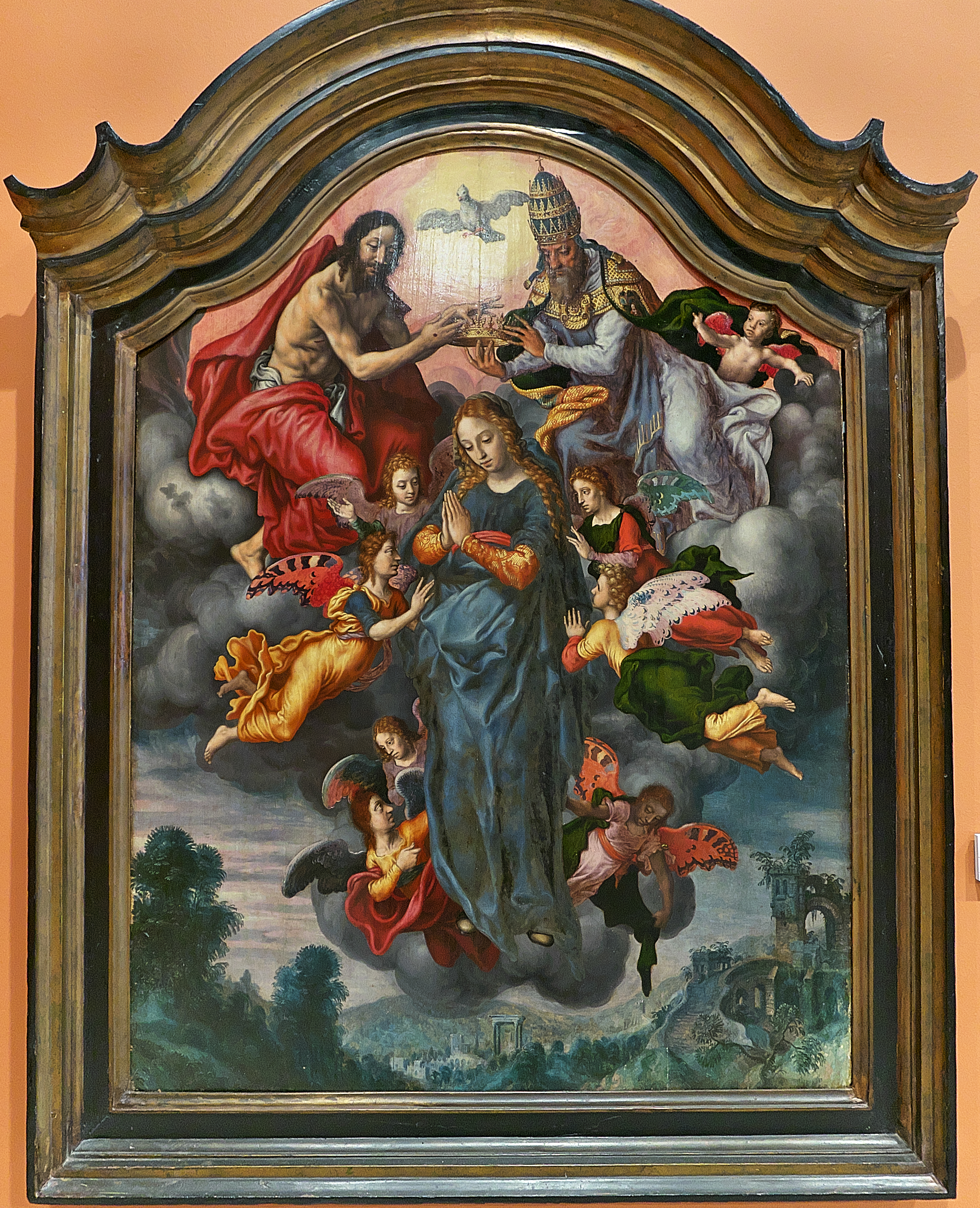
聖母戴冠